# Hydriastele rheophytica
Hydriastele rheophytica är en enhjärtbladig växtart som beskrevs av John Leslie Dowe och M.D.Ferrero. Hydriastele rheophytica ingår i släktet Hydriastele och familjen Arecaceae. Inga underarter finns listade i Catalogue of Life.